# Joe McGinnity
Joseph Jerome McGinnity (Municipio de Cornwall, Illinois, 20 de marzo de 1871-Brooklyn, Nueva York, 14 de noviembre de 1929), más conocido como Joe McGinnity, fue un jugador profesional estadounidense de béisbol que se desempeñó en la posición de lanzador en las Grandes Ligas de Béisbol (MLB). Es miembro del Salón de la Fama del Béisbol.

## Carrera
McGinnity jugó como profesional una temporada en Baltimore Orioles (1899), después pasó a Brooklyn Dodgers (1900), luego a New York Yankees (1901-1902), posteriormente a New York Giants, donde jugó siete temporadas (1902-1908), y fue el equipo en el que se retiró.

## Reconocimiento
En 1946, ingresó como miembro al Salón de la Fama del Béisbol.